# Ндиайе, Шериф
Пап Шери́ф Ндиайе (фр. Pape Cherif Ndiaye; 23 января 1994, Дакар, Сенегал) — сенегальский футболист, нападающий клуба «Црвена звезда» и сборной Сенегала.

## Карьера
Шериф начал заниматься футболом в клубе «Гранд Йофф». Нападающий заинтересовал скаутов европейских «Амьена», «Парижа» и «Васланд-Беверен». Ндиайе выбрал бельгийский клуб, с которым заключил соглашение до конца сезона 2016/17.
21 января 2017 года Ндиайе дебютировал в новом клубе, выйдя на замену во втором тайме матча с «Остенде».